# Fluss

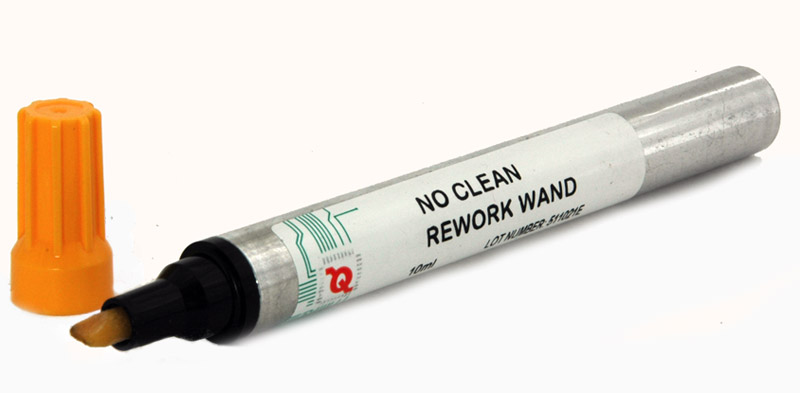
Flusspenna.

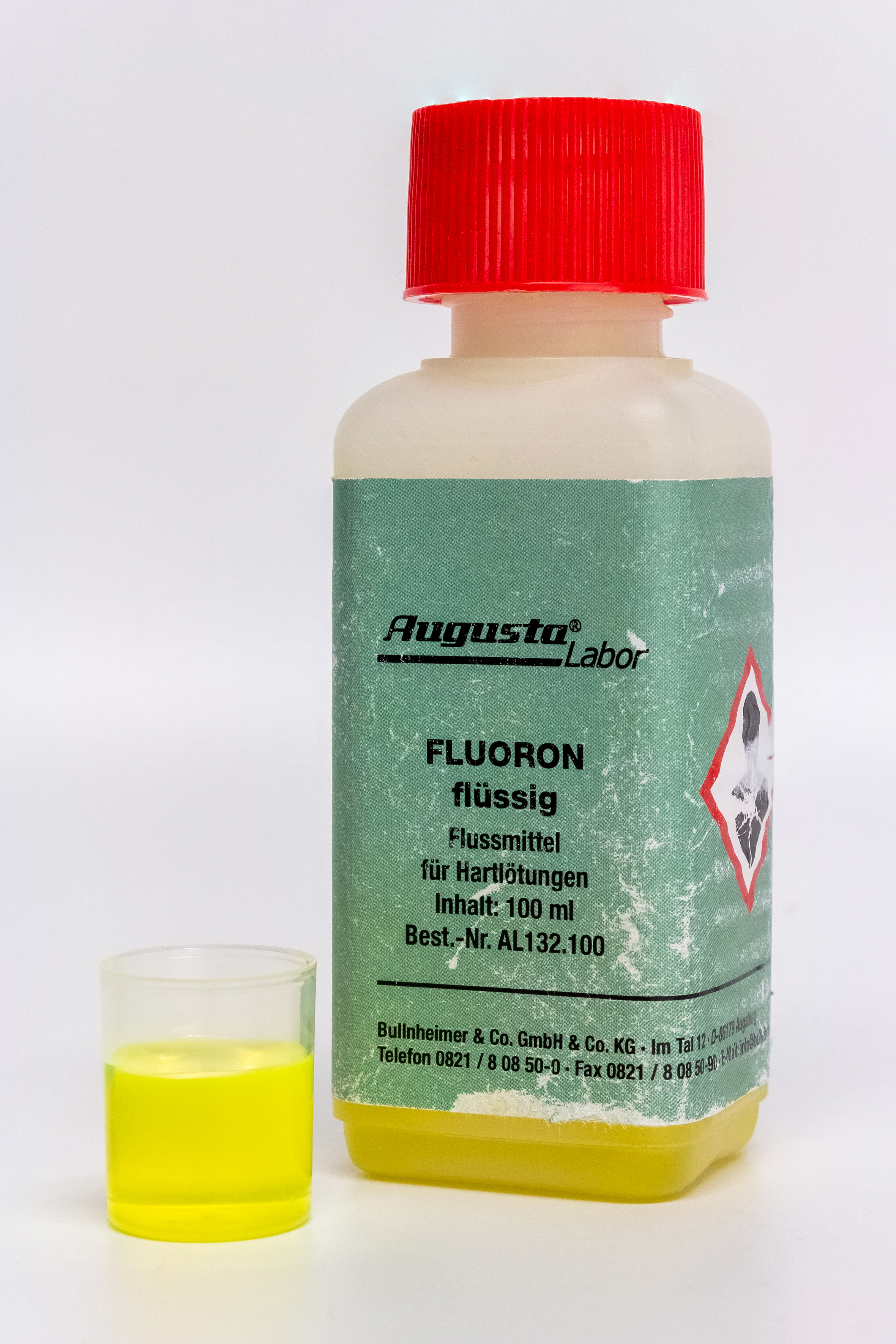
Fluss för hårdlödning, används av silversmeder.

Fluss eller flussmedel (från tyskans Fluss = flytande) är ämnen som används för att sänka ett ämnes smältpunkt och göra det mer lättflytande. Flussmedel används främst vid metallframställning och -gjutning, keramisk produktion, glastillverkning och lödning.
Vid glastillverkning är natriumkarbonat och kaliumkarbonat de vanligaste flussmedlen.
Vid lödning är det ett medel i fast, flytande eller pastaform som används för att förbättra lödbarheten på den avsedda komponenten. Fluss verkar genom att lösa upp och förhindra vidare oxidation på basmetallen under lödförloppet. Detta resulterar i bättre fäste och kontakt för lodet mot basmetallen. Flussmedel kan också ingå i lödtenn (eller i lödsilver vid till exempel hårdlödning). Flussmedlet finns i kanaler i lödtennet, och förändrar egenskaperna hos det. Det finns flera olika typer av flussmedel, och det går att få tenn med olika halter av flussmedel.
Vanliga flussmedel vid lödning är borax, zinkklorid, salmiak och halogenföreningar.